# 林美澪
林 美澪（はやし みれい、2009年〈平成21年〉3月10日 - ）は、日本の元ファッションモデル、元アイドルであり、女性アイドルグループSKE48の元メンバー、『Seventeen』の元専属モデル。
愛知県出身。現在は休止中（ゼスト元所属）。

## 略歴
2019年
- 11月19日、SKE48第10期生オーディションにSKE48史上最年少の10歳で合格[3]。

2020年
- 11月23日、YouTubeとSHOWROOMの同時配信で、SKE48の27thシングル『恋落ちフラグ』（2021年2月3日発売）で表題曲選抜メンバーに選ばれた[4][注 1]。

2021年
- 9月1日、28thシングル『あの頃の君を見つけた』で、先述の全員選抜曲であった『恋落ちフラグ』を除くとシングル表題曲に初選抜と、表題曲初センターに選ばれた[5][6][7]。
- 12月19日、「SKE48 新世代コンサート2021」で、正規メンバーの昇格発表があり、須田チームEに所属が発表された[8]。

2022年
- 2月22日、女性ファッション誌『Seventeen』の専属モデルに決定した[2]。
- 3月9日[注 2]、29thシングル『心にFlower』で、表題曲センターに2作連続選ばれた[10][11]。
- 10月5日発売の30thシングル『絶対インスピレーション』のカップリング曲として、劇場盤に自身初のソロ楽曲「私の時計」が収録された[12]。

2024年
- 5月7日、チームE「声出していこーぜ!!!」公演にて、グループを卒業することを発表した[13][14]。
- 8月30日、SKE48公式サイトにて当初8月31日に予定していた「チームE「声出していこーぜ!!!」林美澪卒業公演」を9月15日に延期することを発表[15]。
- 8月31日をもってSKE48を卒業[13]。

2025年
- 2月15日、『Seventeen』の専属モデルを卒業することを発表した[16][17][18]。また5年間所属したゼストも、3月末をもって退所する[19]。今後については、「少し休みつつ高校生活を楽しむ予定」としている[18]。

## 人物
- 愛称は、みれい[1]。
- キャッチフレーズは「あなたと私を繋ぐ愛のナンバーは〜？301（さんまるいち）で、み・れ・いー！！キラーん 3(*^0^)1ノ⌒☆"」を使用している[1]。
- SKE48加入前に7年ほどヒップホップダンスの経験がある[20]。
- SKE48からの卒業について東京スポーツのインタビューに答えた彼女は、新しい場所で成長するために卒業を決意したという。また、芸能活動と学業は分けて考えているとして、高校入学を理由にグループからの卒業を否定した[21]。

## SKE48での参加曲

### シングル選抜楽曲
SKE48名義
- 「ソーユートコあるよね?」に収録
  - 渚のイメージ - 「SKE48 10期生」名義
- 恋落ちフラグ
  - Change Your World - 「Black Pearl」名義
- あの頃の君を見つけた（センター）
  - 青空片想い（2021 ver.）
- 心にFlower（センター）
- 絶対インスピレーション
  - 私の時計（ソロ曲）
- 好きになっちゃった
  - 語り合うことから始めよう - 「Team E」名義
- 愛のホログラム
  - 岸辺の少女よ - 「Team E」名義

### 劇場公演ユニット曲
チームE 5th Stage「SKEフェスティバル」公演
- 1994年の雷鳴
- お手上げララバイ

チームE 6th Stage「声出していこーぜ!!!」公演
- 星の雫（ソロ曲）

## 出演

### テレビドラマ
- 10th Anniversary 名古屋行き最終列車2022 第3話（2022年2月1日、名古屋テレビ放送）[22]

### 舞台
- 舞台 Bling Bling by Seventeen（2022年3月24日 - 25日、新宿文化センター 大ホール）[23]

### ランウェイ
- GirlsAward
  - Rakuten GirlsAward 2022 SPRING/SUMMER（2022年5月14日、幕張メッセ）[24]
  - Rakuten GirlsAward 2022 AUTUMN/WINTER（2022年10月8日、幕張メッセ）[25]
  - Rakuten GirlsAward 2024 SPRING/SUMMER（2024年5月3日、国立代々木競技場第一体育館）[26]

### イベント
- Seventeen 夏の学園祭
  - Seventeen夏の学園祭2023（2023年8月23日、東京ドームシティ プリズムホール）[27]

## 書籍

### 雑誌連載
- Seventeen（2022年3月1日 - 2025年2月28日、集英社） - 専属モデル[2]